# ديفيد ميرمين
ديفيد ميرمين (بالإنجليزية: David Mermin)‏ (و. 1935 – م) هو فيزيائي، وأستاذ جامعي من الولايات المتحدة الأمريكية . ولد في نيو هيفن (كونيتيكت). وهو عضواً في الأكاديمية الوطنية للعلوم، والأكاديمية الأمريكية للفنون والعلوم .

## التعليم
تعلم في جامعة هارفارد

## مناصب وهيئات
أدار جامعة كورنيل.

## جوائز
حصل على جوائز منها:
- جائزة ليليانفيلد [الإنجليزية]‏ (1989).